# فرانچسکو استاکینو
فرانچسکو استاکینو (انگلیسی: Francesco Stacchino؛ زادهٔ ۲۰ فوریهٔ ۱۹۴۰) بازیکن فوتبال اهل ایتالیا است.
از باشگاه‌هایی که در آن بازی کرده‌است می‌توان به باشگاه فوتبال یوونتوس و باشگاه فوتبال کرمونزه اشاره کرد.